# クリスティナ・ニエムツェワ
クリスティナ・ニエムツェワ（ウクライナ語: Нємцева Кристина Валеріївна,ラテン文字転写: Krystyna Niemtseva, 1998年6月15日 - ）は、ウクライナの女子バレーボール選手。ポジションはリベロ。ウクライナ代表。

## 来歴

### クラブチーム
ドネツィク州ソレダル出身。2015年、Khimik Yuzhnyに入団。7年間在籍し、ウクライナ国内リーグでは優勝4回、準優勝2回の成績に貢献した。2018/19、2020/21、2021/22シーズンの国内リーグではベストリベロ賞を受賞している。2022年、SC Prometeyに加入し、2023/24シーズンのウクライナ国内リーグでは優勝を果たし、自身はMVPに選ばれた。2024年、VK Bukovynkaに移籍し、2024/25シーズンのウクライナ国内リーグでは優勝を果たし、自身はベストリベロ賞を受賞した。2025年7月、ポーランドのMOYAラドムカ・ラドムへの移籍が発表された。

### 代表チーム
アンダーカテゴリー代表として2015年、U-18欧州選手権に出場した。2017年、シニア代表に初選出され、同年のヨーロッパリーグで金メダルを獲得した。2021年、欧州選手権に出場した。2023年、ヨーロッパゴールデンリーグで金メダルを獲得した。同年9月のパリ五輪予選に出場した。2025年、ヨーロッパゴールデンリーグで金メダルを獲得した。

## 球歴
- 世界選手権 - 2025年
- 欧州選手権 - 2021年、2023年
- ヨーロッパリーグ - 2017年、2018年、2019年、2021年、2022年、2023年、2024年、2025年
- チャレンジャーカップ - 2023年
- パリ五輪予選 - 2023年

## 受賞歴
- 2019年　2018/19ウクライナ国内リーグ　ベストリベロ賞
- 2021年　2020/21ウクライナ国内リーグ　ベストリベロ賞
- 2022年　2021/22ウクライナ国内リーグ　ベストリベロ賞
- 2024年　2023/24ウクライナ国内リーグ　MVP
- 2025年　2024/25ウクライナ国内リーグ　ベストリベロ賞

## 所属クラブ
- Khimik Yuzhny（2015-2022年）
- SC Prometey（2022-2024年）
- VK Bukovynka（2024-2025年）
- MOYAラドムカ・ラドム（2025-）